# Прапор Снігурівського району
Пра́пор Снігурі́вського райо́ну затверджений 12 липня 2012 року рішенням № 3 XIV сесії районної ради шостого скликання.

## Опис
Прапор Снігурівського району — прямокутне полотнище зі співвідношеннями ширини до довжини 2:3, від нижнього краю якого на відстані на білій вертикальній смузі (завширшки в 1/12 ширини полотнища) зображений орнамент із синіх хвиль, 1/3 — яскравого зеленого кольору, а на останній частині — білого кольору, у центрі, розміщено зображення малого герба району. Зворотна сторона полотнища ідентична.

## Порядок використання Прапора Снігурівського району
Прапор, як складова частини районної символіки, визначає атрибути ознак влади територіальної районної громади. Виготовлені відповідно до Положення оригінали Герба та Прапора зберігаються у голови районної ради на час виконання ним покладених законом обов'язків і, як ознаки влади територіальної громади, передаються лише новому голові районної ради після закінчення виконання повноважень попереднім головою ради.
Символіка району використовується:
- під час офіційних заходів та урочистостей, що проводяться районними органами влади;
- при проведенні культурно-мистецьких, спортивних та інших масових заходів з нагоди знаменних дат, подій, ювілеїв, тощо;
- на бланках нагородних документів, вітальних листів районної ради і районної державної адміністрації.

Символіка району може використовуватись:
- органами виконавчої влади та місцевого самоврядування, громадськими та іншими організаціями, громадянами району при проведенні масових заходів місцевого значення;
- культурно-освітніми закладами, юридичними та фізичними особами з метою патріотичного виховання молоді та формування національної свідомості громадян району;
- при виготовленні буклетів, значків, вимпелів, сувенірів з елементами символіки.

Використання символіки району в комерційних цілях допускається в установленому чинним законодавством порядку лише за умови попереднього погодження з районною радою та районною державною адміністрацією.